# Scorpius (roman)
Scorpius (Scorpius) est publié pour la première fois en 1988 et est le septième roman de John Gardner. C'est un roman de la saga littéraire James Bond.

## Résumé
Une jeune femme nommée Emma Dupré se noie en essayant d'échapper à ses agresseurs. La police repêche son corps sans vie ainsi que le numéro de James Bond et une carte de crédit Avante Carte dans ses effets personnels. Alors qu'il se trouve à la base militaire d'Hereford où il suit l'entraînement des SAS, Bond est appelé par M pour faciliter l'enquête. Alors qu'il se fait raccompagner au siège des services secrets par le sergent Pearlman, ils sont suivis et attaqués dans une course poursuite à haute vitesse sur une autoroute anglaise. Arrivé au siège sain et sauf, Bond est informé par M de l'enquête menée par le commissaire en chef Bailey qui se trouve également dans le bureau. La femme noyée était membre d'une secte connue sous le nom de "Les Doux" (The Meek Ones, en anglais), dirigé par un certain père Valentine. Selon des informations de la CIA, celui-ci serait en réalité Vladimir Scorpius, un trafiquant d'armes qui fut lié à plusieurs organisations terroristes par le passé.
M fait monter Lord Shrivenham dans son bureau, membre du conseil d'une banque qui se trouvait dans l'immeuble pour définir le budget alloué aux services secrets. Il se trouve que sa fille fait également partie des Doux et qu'il a déjà rencontré le Père Valentine, celui-ci voulait créer une carte de crédit. Shrivenham comprend que Valentine a réussi quand ils lui montrent l'Avante Carte. Un coup de fil survient, la fille de Shrivenham, Trilby, a été retrouvée devant chez elle, en très mauvaise santé (grande quantité de drogue dans le sang). M envoie Bond, Bailey et Lord Shrivenham chez celui-ci pour la voir. Allongée, elle ne cesse de répéter "Les doux posséderont la terre" et "Le sang des pères retombera sur les fils !". La fille est confiée au neurologue du service, James Molony.
Le lendemain, Bond est envoyé au siège d'Avante Carte afin d'y enquêter. Bond découvre que les cartes sont liées à la secte des Doux, et que seuls ses membres peuvent en avoir une. Les bureaux d'Avante Carte sont vides et une seule personne, une femme nommée Harriett Horner, est présente. Des hommes armés arrivent et veulent les enlever tous les deux, mais Bond et Harriett parviennent à les neutraliser. Celle-ci se révèle être en réalité un agent infiltré de l'Internal Revenue Service (IRS). Pendant ce temps le sergent Pearlman est affecté à la surveillance de la propriété des Doux, bien que ceux-ci soient partis récemment. 
Il s'ensuit alors diverses péripéties durant lesquels chaque planque des services secrets où Bond fait conduire Trilby, Hariett ou l'un des membres des Doux, est attaquée. Bond pense alors qu'une taupe au sein du Service renseigne Scorpius. Ses soupçons se portent principalement sur Hariett et Pearlman. Les deux disparaissent, probablement par enlèvement, à la suite de l'assaut de l'une des planques. 
À l'approche des élections générales du pays, par l'utilisation de membres de sa secte aux cerveaux lavés, Scorpius commence une « guerre sainte » contre les hommes politiques du pays. Les membres de la secte, se croyant être purs, moraux, se sacrifient de leur vie pour « le plus grand bien de l'humanité » en se transformant en bombes humaines afin d'éliminer les hommes politiques les plus influents, croyant que l'exécution de cet acte les mèneront au paradis. Tout au long du roman, les Doux commettent ainsi plusieurs actes terroristes.
Faisant une sieste dans l'une des planques des services secrets, Bond reçoit la visite surprise de Pearlman, une arme à la main. Celui-ci lui annonce être la taupe de Scorpius, et en avoue la raison : sa fille, Ruth, est membre des Doux et il veut la libérer. Pearlman demande l'aide de Bond, le sergent doit le capturer et l’amener à Scorpius qui se cache sur une île en Caroline du Sud.
Arrivé chez Scorpius, Bond est présenté à lui. Une femme, qu'il prétend être son épouse, n'est autre que Trilby Shrivenham. Au cours du dîner, Scorpius fait une proposition à Bond : il promet de lui révéler l'identité et les adresses connues des Doux qui doivent accomplir des actes terroristes en échange d'un mariage entre lui et Harriett. En gage de bonne foi, il lui montre brièvement une carte avec leurs localisations. Bien que méfiant, Bond accepte.
Le soir même, la cérémonie est organisée et James Bond se marie avec Harriett Horner,  même s'ils savent tous deux que ce mariage n'a pas de valeur légale.
Quelques jours plus tard, Bond et Harriett tentent de s'échapper à travers les marais environnants, où prospèrent de nombreux Mocassins d'eau, des serpents au venin mortel. Bond y parvient, mais Harriet est mordue et meurt alors que la cavalerie dirigée par David Wolkovsky de la CIA investit, puis sécurise la villa au même moment. Bond tue Scorpius (l'envoyant avec les serpents) et fait arrêter les autres attentats, sauf un : celui orchestré par Ruth, la fille de Pearlman. Celle-ci est déjà en route pour tuer le Premier Ministre, qui doit rencontrer le président des États-Unis à la Maison-Blanche le jour même. Bond et Pearlman interviennent, mais 007 est obligé de tirer sur Ruth. La fille de Pearlman ne survivra pas à ses blessures. Bond remarque aussi que l'un des gardes du corps du Premier ministre braque son arme sur ce dernier, Bond parvient à le tuer, il s'agissait en fait de Bailey. Quant aux 'Avante Carte, il est établi après l'examen de l'une d'elles qu'elles possèdent une sorte de virus informatique, devant déstabiliser les marchés boursiers. 
À la fin, Bond songe à passer du temps avec Trilby, celle-ci ayant été relâchée, après qu'il fut établi qu'elle était retenue contre son gré.

## Personnages principaux
- James Bond
- M
- Bill Tanner
- Miss Moneypenny
- Harriett Horner
- John Pearlman
- Commissaire en chef Bailey
- Trilby Shrivenham
- David Wolkovsky
- Vladimir Scorpius, aussi connu comme Père Valentine